# ادوارد رادزینسکی

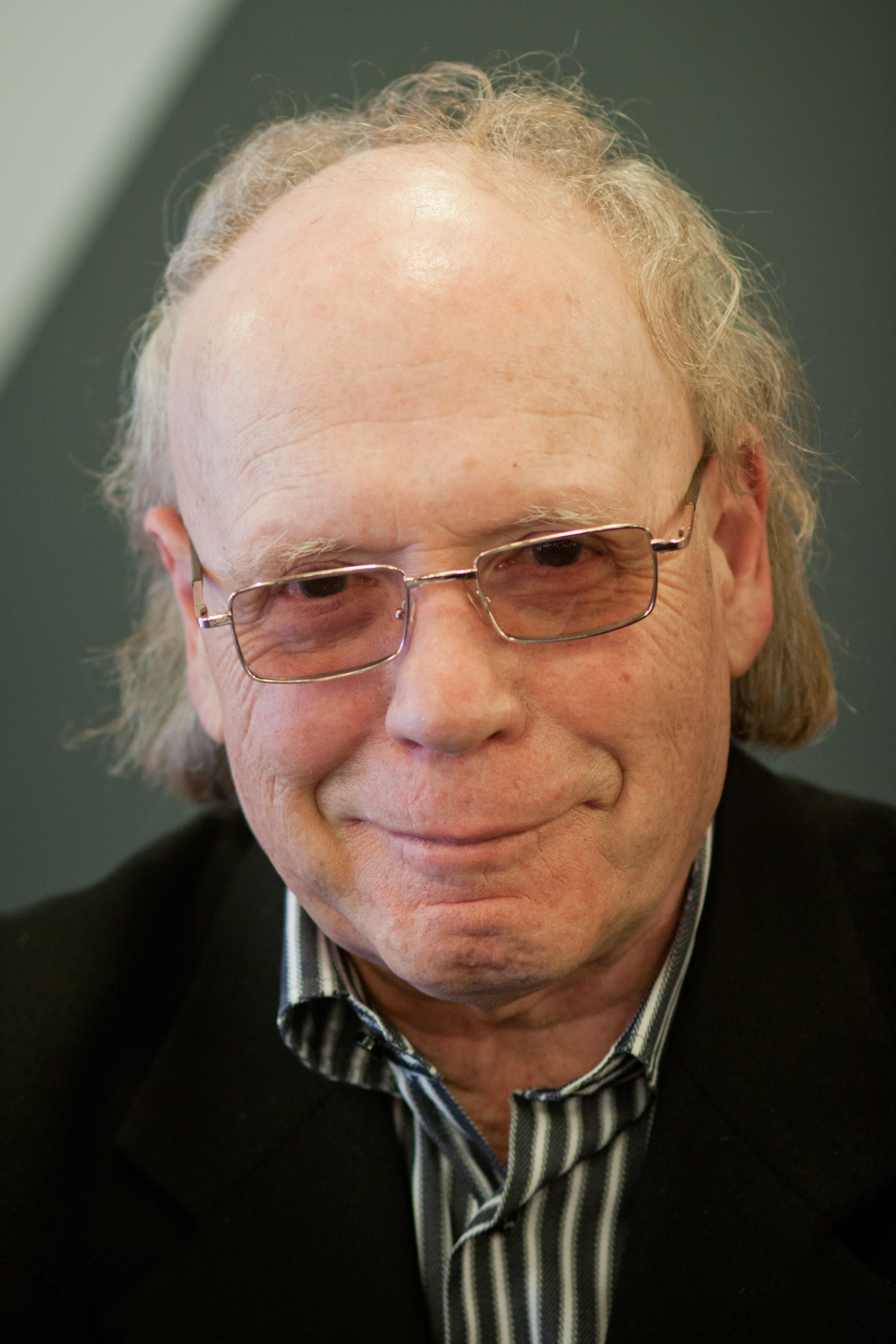

ادوارد استانیسلافوویچ رادزینسکی (به روسی: Эдвард Станиславович Радзинский) (زاده ۲۳ سپتامبر ۱۹۳۶ در مسکو) نمایشنامه نویس، فیلمنامه‌نویس و پژوهش گر روسی و نویسنده بیش از چهل کتاب تاریخی شاخص است.
او کتبی تاریخی از زندگی‌نامه تزار نیکلای دوم، الکساندر دوم، راسپوتین و جوزف استالین بر اساس اسناد محرمانه از بایگانی مخفی روسیه و پژوهش‌های شخصی به رشتهٔ نگارش درآورده است.
کتاب "استالین" رادزینسکی به گفتهٔ وی یکی از بزرگ‌ترین پروژه‌های تاریخ‌نگاری‌اش به‌شمار می‌آید.
رادزینسکی برای نوشتن زندگی‌نامهٔ استالین به بیش از دو هزار سند دست اول دسترسی پیدا کرده‌است، او ۲۰ بار به سفر رفته و با آدم‌هایی روبرو شده‌ است که تا پیش از آن رازهایشان دربارهٔ استالین را در سینه نگاه داشته بودند.
رادزینسکی، سال‌ها در پژوهش گاه بایگانی تاریخ درس خوانده‌ است؛ در میان اسناد روزگار گذرانده و بر این باور است که شبهه‌برانگیزترین اسناد تاریخی روسیه آن سندهایی هستند که از روزگار حکومت استالین باقی مانده‌اند.